# Metapolycope microthrix
Metapolycope microthrix är en kräftdjursart som beskrevs av Louis S. Kornicker och van Morkhoven 1976. Metapolycope microthrix ingår i släktet Metapolycope och familjen Polycopidae. Inga underarter finns listade i Catalogue of Life.